# مات شيفلي
مات شيفلي (بالإنجليزية: Matt Shively)‏ هو ممثل أمريكي، ولد في 15 سبتمبر 1990 في الولايات المتحدة.

## أعمال

### أفلام
- (2012) نشاط خارق 4[4]
- (2017) باور رينجرز[5]

## وصلات خارجية
- مات شيفلي على موقع IMDb (الإنجليزية)
- مات شيفلي على موقع ألو سيني (الفرنسية)
- مات شيفلي على موقع أول موفي (الإنجليزية)
- مات شيفلي على موقع قاعدة بيانات الأفلام السويدية (السويدية)
- مات شيفلي على موقع قاعدة بيانات الفيلم (الإنجليزية)
- مات شيفلي على موقع كينوبويسك (الروسية)